# Jordi Palou-Loverdos
Jordi Palou-Loverdos   (Barcelona, 1966) és un advocat i mediador internacional català especialitzat en resolució de conflictes, drets humans i construcció de la pau. És advocat acreditat davant del Tribunal Penal Internacional i un dels juristes pioners en l'aplicació del principi de jurisdicció universal.

## Obra publicada
- Com el salmó dins l'aigua. Un viatge al·lucinant per les aigües de la vida.  Lleida: Pagès, 2013. ISBN 978-84-9975-417-8.